# Färila Skola 2000
Färila Skola 2000 var ett svenskt projekt som från 1996 drevs vid grundskolan Färila skola i tätorten Färila i Ljusdals kommun i Hälsingland. Projektet var baserat på Skolverkets modell "Skola 2000" för framtidens lärande och fick betydande uppmärksamhet. Elevernas resultat försämrades dock efter hand kraftigt. De senaste åren har en mer traditionell undervisning återinförts och elevernas resultat har återigen ökat.
Bidrag från bland annat den statliga Kunskaps- och kompetensstiftelsen (KK-stiftelsen) på sammanlagt 43 miljoner kronor utöver ordinarie budget möjliggjorde omfattande IT-investeringar vid Färila skola. Bärbara datorer inköptes till samtliga elever och lärare vid skolan.  Projektet byggde vidare på ämnesövergripande studier, åldersblandade grupper, en pedagogik baserad på lust att lära samt införandet av så kallade trygghetsgrupper.
År 1996 uppgav Lärararnas tidning att det var ett års väntetid för skolfolk som ville besöka Färila skola. Elever och lärare vid Färila skola reste även själva inom och utom landet för att presentera sitt arbete. År 1998 flög exempelvis en delegation från skolan till världsutställningen i Lissabon för att tala på temat "Hur ska skolan möta informationssamhällets krav och nyttja dess möjligheter?". Färila skola presenterades som en väg bort från traditionell lärarauktoritet och bundet lärande. Kritik avfärdades som gammalmodigt tänkande.
Elevernas studieresultat försämrades samtidigt påtagligt. Vårterminen 1999 hade 80 % av eleverna i skolår 9 behörighet att söka till gymnasiet, vilket var lägst andel i Ljusdals kommun. Vårterminen 2000 var motsvarande siffra 72 %, vilket var bland de lägsta i landet. Läs- och räknefärdighet försämrades. Därefter avslutades projektet och en mer traditionell pedagogik återinfördes.